# ادو (بازیکن فوتبال، زاده ۱۹۷۶)
ادواردو گودینیو فیلیپه (به پرتغالی: Eduardo Godinho Felipe) هافبک اهل برزیل است که در شهر سائوپائولو و در تاریخ ۵ ژانویهٔ ۱۹۷۶ به دنیا آمده‌است.
ادواردو گودینیو فیلیپه در تیم‌های فوتبال باشگاه فوتبال کریسیوما سابقهٔ حضور دارد.